# Hello (compagnie aérienne)
Cet article concerne la compagnie aérienne Hello. Pour les articles homonymes, voir Hello.

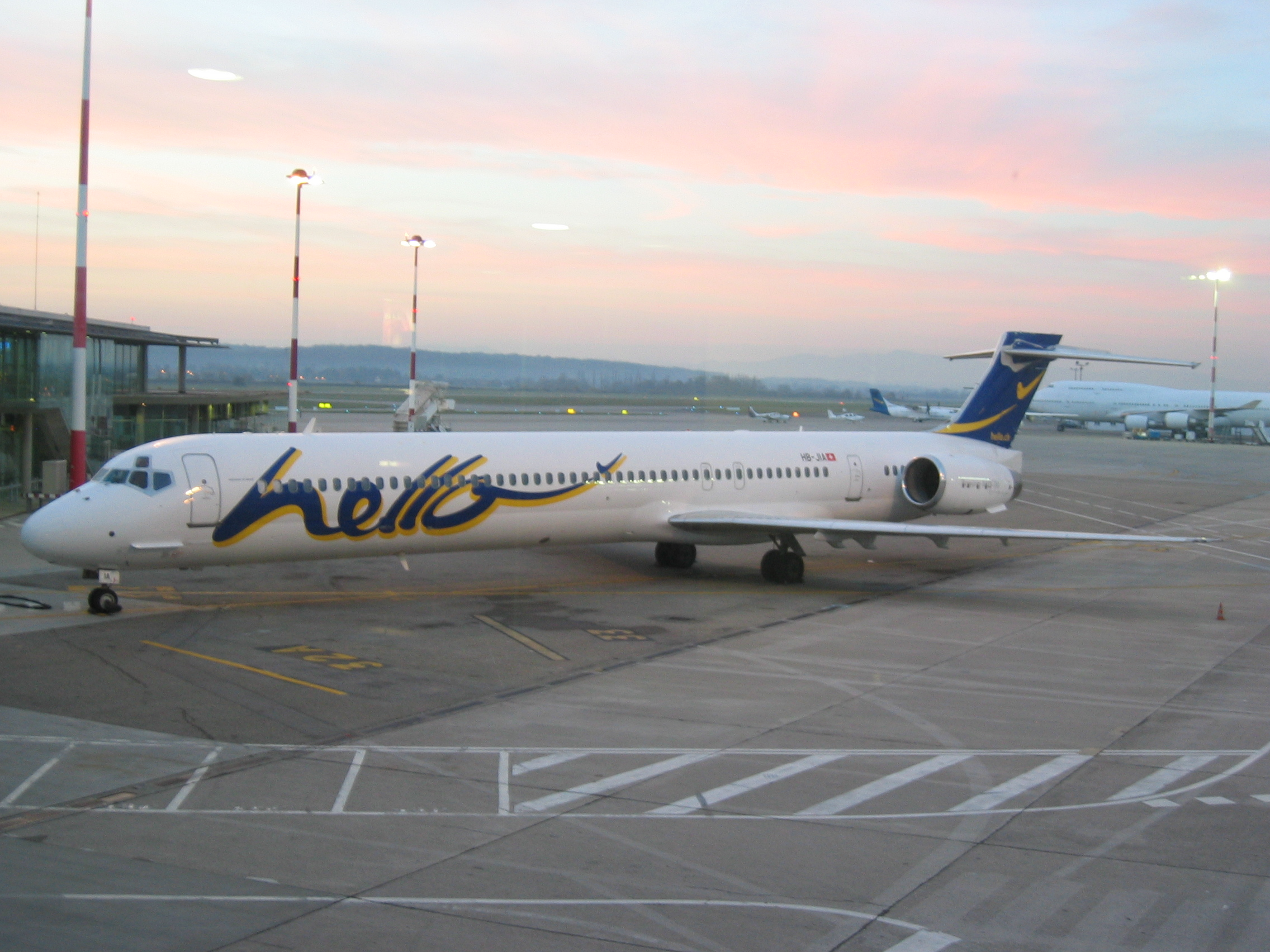
Un des 3 MD-90 d'Hello

Hello (code AITA : HW ; code OACI : FHE) était une compagnie aérienne charter suisse basée à Bâle.
Fondée en 2004 par l'ancien PDG de Crossair Moritz Suter, la compagnie exploitait des vols depuis les principaux aéroports helvétiques (Zurich, Bâle, Genève) vers les destinations balnéaires du pourtour méditérannéen, principalement pour le compte d'agences de voyages basées en Suisse.
La compagnie a commencé son activité avec des MD-90, avant de les remplacer par des Airbus A320.
Le 21 octobre 2012, la compagnie annonce la fin de ses activités et suspend tous ses vols.
La société dépose son bilan, invoquant comme raisons la forte concurrence, le prix du kérosène, le cours élevé du franc suisse, mais aussi le non-paiement de sommes d'argent dues par deux clients importants du groupe. La  mise en faillite est néanmoins ajournée jusqu'à fin novembre 2012, dans l'attente que d'éventuels repreneurs se manifestent.
Le 26 novembre 2012, la compagnie Hello annonce sa mise en faillite définitive. 155 emplois sont supprimés.